# Jacques Berr
Pour les articles homonymes, voir Berr.
Jacques Berr est un réalisateur et documentariste français, né le 27 août 1900 dans le 9e arrondissement de Paris, et, mort le 20 février 1978 à La Bazoche-Gouet (Eure-et-Loir). Actif jusque dans les années 1960, Il était spécialiste des courts métrages documentaires.

## Biographie
Jacques Berr débute à la société cinématographique Éclair-Journal appartenant à la Société française des films et cinématographes Éclair.
Pendant la Seconde Guerre mondiale, Jacques Berr (vétéran de la campagne de 1940), rejoint la zone libre. Installé à Marseille, il devient rédacteur en chef du magazine La France en marche. Ce magazine devait donner une image de la Révolution nationale du régime de Vichy dans les campagnes, mais contrairement à son homologue Actualités mondiales produit en zone occupée en collaboration directe avec l'occupant allemand dans le cadre des Films d’intérêt national, le magazine La France en marche va donner une image moins collaborationniste et plus feutrée d'une certaine forme de résistance au régime de Vichy. Les documentaires vont avoir une audience importante et populaire.
En 1942, les Allemands occupent la zone libre. Jacques Berr se voit refuser sa carte d’identité professionnelle par le COIC (Comité d'organisation de l'industrie cinématographique, créé le 2 décembre 1940) en raison de ses origines juives. Jacques Berr se voit contraint d'installer son atelier de montage clandestinement dans une ville des Bouches-du-Rhône jusqu'au jour où les forces allemandes arrêtèrent le locataire principal. Entre-temps Jacques Berr avait rejoint la Résistance française au sein des FFI de Haute-Savoie.
Malgré ses faits de résistance, le 8 septembre 1944, la sous-commission d’épuration du Comité de libération du cinéma français enquêta sur la collaboration de Jacques Berr dans le cadre des réalisations produites par France en marche. André Verdet-Kléber (directeur des établissements Veka) qui travailla également pour France en marche signala les faits de résistance de Jacques Berr.
Après la Seconde Guerre mondiale, Jacques Berr continua à réaliser des documentaires, essentiellement des courts métrages en noir et blanc, notamment pour le magazine France en marche.

## Filmographie
(liste partielle)
- 1933 : De Wilson à Roosevelt pour les actualités cinématographiques
- 1935 : Gai Dimanche coréalisé avec Jacques Tati
- 1940 : Les Postillons du Limousin
- 1942 : En cordée
- 1943 : La Cité fantôme
- 1945 : Manchourie
- 1949 : Film officiel du Tour de France 1949
- 1950 : Film officiel du Tour de France 1950
- 1950 : Anone (documentaire sur le reclassement social d'un échappé des Camps de Personnes déplacées, qui échoue dans un village de Provence)
- 1951 : Film officiel du Tour de France 1951
- 1951 : Les Beaux tissus de France (documentaires en plusieurs parties : Filature, Tissage, Blanchiment, Teinture, Impression)
- 1951 : Roulons avec Jean Carmet
- 1958 : OCIL
- 1958 : Zinc laminé et architecture
- 1958 : L'Âge des artères
- 1958 : Le Gaz de Lacq
- 1959 : Architecture et chauffage d'aujourd'hui
- 1959 : Courses d'obstacles